# アラン・ソーカル
アラン・デイヴィッド・ソーカル（Alan David Sokal、1955年1月24日 - ）は、ユニヴァーシティ・カレッジ・ロンドンの数学教授とニューヨーク大学の物理学教授を兼任する学者。専門は統計力学と組合せ数学。一般には、ポストモダニズムへの批判者として最もよく知られる。
1996年、デューク大学出版が発行する『ソーシャル・テクスト』誌に、意図的に無意味な論文を投稿し、実際に掲載されるというソーカル事件を起こしたことで有名になった。また、ポジティブ心理学で用いられる臨界ポジティビティ比率概念を批判している。

## 経歴
ソーカルは1976年にハーバード大学で学士号を、1981年にプリンストン大学で博士号を取得した。プリンストンでの指導教員はアーサー・ワイトマン。1986年から1988年にかけては、毎年夏にサンディニスタ政権下のニカラグアに滞在し、ニカラグア国立自治大学で数学を教えていた。

## 研究
ソーカルは数理物理学と組合せ数学を研究している。特に、統計力学と場の量子論から生じる問題に基づき、数理物理学と組合せ数学の間の相互作用を扱っている。彩色多項式やトゥッテ多項式についての業績があるが、これらは代数的グラフ理論と統計力学における相転移についての研究の両方で扱われる。計算物理学とアルゴリズムに関心を持っており、統計物理学におけるマルコフ連鎖モンテカルロ法などに注目している。量子的自明性についての共著書もある。
2013年、ソーカルはニコラス・ブラウンとハリス・フリードマンと共に、ポジティブ心理学でよく用いられる概念であるロサダ・ラインを否定する論文を発表した。提案者のマーシャル・ロサダにちなんで名付けられたこの概念は、個人の抱くポジティブな感情とネガティブな感情の比率の臨界域を意味するもので、この域を超えると人が適切な生活と職業的成功を得られる傾向が高まるとされる。この臨界ポジティビティ比率という概念は、バーバラ・フレデリクソンのような心理学者たちによって頻繁に引用され、一般に広められた。ソーカルら三名による共著論文は『American Psychologist』誌に掲載されたもので、臨界ポジティビティ比率は誤った数学的推論に基づいており、妥当性を持たないと主張した。

## ソーカル事件
ソーカルは1996年のソーカル事件によって一般には最もよく知られている。ポストモダン、カルチュラル・スタディーズ系の雑誌『ソーシャル・テクスト』（デューク大学出版）には当時、査読制度がなかったが、この雑誌が「編集者のイデオロギー的土台におもねった」応募論文を掲載するかどうかを試すため、大げさだが実のところ全く意味をなさない文章をソーカルは提出した。タイトルは「境界の侵犯：量子重力の変換解釈学に向けて（Transgressing the Boundaries: Toward a Transformative Hermeneutics of Quantum Gravity）」。
『ソーシャル・テクスト』誌は実際にこの論文を掲載し、出版してしまう。その直後、ソーカルは論文がいたずらであることを『リンガ・フランカ』誌に暴露し、左翼と社会科学は理性に基づいた知的土台によって裏付けられるべきだと主張した。雑誌を欺いたことについてソーカルは左派とポストモダニストたちから批判を受けたが、それらに対して、自分の動機は「左翼を流行かぶれから守ること」にあると答えている。
この事件は、ポール・グロスとノーマン・レヴィットが1994年に出版した『Higher Superstition』と合わせて、サイエンス・ウォーズの一部だと考えられる。
1997年、ソーカルはジャン・ブリクモンと共にフランス語で『Impostures Intellectuelles』を上梓した（1年後、英訳が『Fashionable Nonsense』というタイトルで出版された。日本語訳は『知の欺瞞』の題名で2000年に刊行）。この本では、一部の社会科学者による科学的・数学的概念の誤用が槍玉に挙げられており、また科学社会学における「ストロング・プログラム」の支持者が真理の価値を否定しているとして批判されている。この本の書評では対照的な評価が見られ、一部はソーカルらの努力を賞賛し、またそれ以上の多くは判断を留保した。
2008年、ソーカルはこの事件とその含意を振り返る著書『Beyond the Hoax』を発表した。
一方で、ソーカルとブリクモンは、言及を受けた哲学者たちから、「科学的概念を濫用していることを批判している一方で、批判対象である哲学について基礎的な理解を欠いている、あるいは誤読している」という趣旨の批判を受け、一部の科学者からもソーカルたちの手法について批判の声が見受けられた。ジャック・デリダも、「こういった困難の度合いを正確に測るために読むべきであったテクストを、彼らは読んでいないと考えざるを得ません。おそらく、彼らには読めなかった、ということでしょう。彼らは全く読んでいないのですよ」とインタビュー内でソーカルたちの誤読について批判的に言及している。

## 引用集
- 私はどうしてこんなことをしたのか。告白するが、私は恥知らずの古い左翼なので、一体どうやって脱構築が労働者階級を救うことができるのか、全く理解ができないのである。そしてまた、私はやぼったい古いタイプの科学者でもあり、外的世界とその世界についての客観的知識が存在し、自分の仕事はそれを発見することである、とナイーブに信じている[11]。
- 私のささやかな実験［ソーカル事件のこと］の結果を踏まえて確実に言えることは、アメリカの左翼学者のうち、一部の流行り好きなグループは、知的に怠慢だということである。『ソーシャル・テクスト』誌の編集者は私の論文を気に入ったようだが、それはその結論部分が彼らの好みに合致したからである。そこに私はこう書いておいた。「ポストモダン科学の内容と方法論は、進歩的な政治プロジェクトを支持する強力な知的基盤を提供する」［第6節］。示された根拠の質、議論の説得力、そして導出された結論と本文の関連性を分析することは、どうやら彼らにとって不必要な作業だと感じられたようだ[12] 。
- 科学研究が私企業からの多額の資金援助を受け、その企業が特定の金銭的関心（「この薬には有効性があるか？」など）を持つ場合、科学的客観性は脅かされる。また、大学が科学研究の成果を一般公開することよりも特許権使用料を得ることを優先してしまうと、公共の利益は損なわれる。科学・技術にまつわる重要な問題は何百もある。科学社会学は、こうした問題を明らかにするという成果を上げてきた。しかし、インチキ社会学は、インチキ科学と同様に、無用であるか、ひどい場合には有害でさえある[13]。